# Victor Holmquist
Rudolf Victor Mauritz Holmqvist (ibland skrivet Holmquist), född den 24 september 1842 i Stockholm, död den 31 maj 1895 på Löfnäs utanför Mariefred,, kyrkobokförd i Klara församling, Stockholm, var en svensk skådespelare och teaterledare. 
Han ägde åren 1880–1890 tillsammans med Ludvig Josephson Nya teatern (senare Svenska teatern) i Stockholm.

## Biografi

### Tidig karriär i landsorten
Holmquist var i ungdomen anställd i bokhandel i Stockholm, men då han hade en vacker tenorröst och var dragen till teatern ville han söka till Kungliga teatrarnas elevskola. Han anställdes dock hos Isac Fredrik Smitts sällskap, som för tillfället gav föreställningar i Fredrikshald, där Holmquist uppträdde första gången på sin sjuttonårsdag, den 24 september 1859. Hans första roll var som poliskonstapeln i August Blanches skådespel Järnbäraren. Holmquist var anställd hos Smitt i tre år och turnerade i Norge. Efter att sällskapet 1862 återvänt till Sverige och uppträtt i Göteborg anställdes Holmquist hos Carl Gustaf Michal och stannade vid hans trupp till hösten 1865, då han övergick till Johan Petter Roos sällskap. Hans många olika roller i landsorten gav honom ett gott namn som skådespelare, och den 10 maj 1866 spelade han för första gången i Stockholm, hos Constantin Rohde på Manegeteatern på Djurgården, där han uppträdde i enaktsstycket Huru man tjänar sina vänner och som älskaren i Skärgårdsflickan. Hans andra roll var skräddaren Stick i Gustaf Engströms Skräddaren naturpoet, i vilken roll han gjorde stor lycka. Han erbjöds anställning såväl hos Kungliga teatrarna som vid Södra Teatern, men ansåg sig ännu inte helt mogen för Stockholm och stannade hos Rohde till oktober 1867, då han återgick till Roos sällskap. Han återvände 1868 till Rohde och anställdes 1869 vid Ferdinand Strakoschs trupp i Göteborg, där han spelade till sällskapets upplösning i maj 1870. Han gav dessutom gästroller vid det Haqviniska associationssällskapet i landsorten och på Mindre Teatern i Stockholm, där han spelade Fiolin i Frans Hodells folkstycke Syfröknarna.

### I Stockholm
I oktober 1870 uppträdde Holmquist första gången på Södra Teatern i Stockholm, i rollen som Don Cluncar i Frihetsbröderna. Han spelade där sedan ett stort antal roller, däribland Kejsar Wilhelm i Ballongfärden, Lundström i Andersson, Pettersson och Lundström, Fader Östing i Närkingarne, Sparavinsky i Pariserliv och Argon i Den inbillade sjuke. Då teaterdirektör Ludvig Zetterholm avled i maj 1873 övertog Holmquist och Ernst Wallmark Södra Teaterns sällskap och spelade med det på Djurgårdsteatern sommaren 1873. Av de roller han där utförde var Quinquampoix i Herr Bois-Joies bröllopsäventyr och Campistron i Tjuvskyttarna de mest betydande. Bunden av ett löfte till Edvard Stjernström måste Holmquist på hösten 1873 upphöra som teaterföreståndare. Han gav sedan gästroller hos Gustaf Haqvinius och Gustaf Bergström på Mindre Teatern, varefter han 1874 gjorde en studieresa till Köpenhamn, Tyskland, Italien och Paris.
Efter återkomsten uppträdde han som gäst hos Thérèse Elfforss, som då hyrde Djurgårdsteatern, innan han anställdes vid Nya Teatern hösten 1874. Teatern invigdes den 19 januari 1875, och Holmquist uppträdde första gången som Tjælde i Bjørnstjerne Bjørnsons Ett handelshus, för vilken han vann stort bifall, särskilt som rollen var så annorlunda de tidigare roller han spelat i Stockholm. Han spelade därefter titelrollen i Bjørnsons Redaktören, men återgick sedan till det lättsammare området, inom vilket han spelade ett stort antal roller redan under Edvard Stjernströms livstid. Efter dennes död 1877 stannade Holmquist vid Nya Teatern till hösten 1878, då han började ge gästroller på Mindre Teatern och vann allmänhetens bifall bland annat som fogden i Cornevilles klockor, Vynaigre i Lilla hertigen och Domingo i Sjökadetten.
Under sommaren 1879 uppträdde Holmquist med eget sällskap på Djurgårdsteatern och spelade greve Corniski i Niniche under nästan hela spelterminen. Den 1 augusti samma år hyrde han och Ludvig Josephson Nya Teatern, och Holmquist var då en tid direktör för två teatrar, skötte ekonomin för båda och spelade på den ena varje kväll. På våren 1880 köpte Holmquist och Josephson med hjälp av flera teaterintresserade sponsorer Nya Teatern för 500 000 kronor. Holmquist skötte teaterns ekonomi, men uppträdde även i åtskilliga roller, däribland Lambertuccio i Boccaccio, Pomponio i Don Juanita, Lorenzo i Rosenkind, Pfeffermann i Våra fruar, Baltazar i Det lustiga kriget, Vallentin i Slösaren, Thorbjörn i Svenske sprätthöken och Drillen i Drillens operett. Holmquist och Josephson ägde teatern fram till 1890, och de båda var teaterchefer 1879–1887 och 1890–1891.
1891–1892 var Holmquist anställd vid Operans dramatiska avdelning. Han gästspelade från 1892 i landsorten och Finland.

## Eftermäle
Holmquist var en sällsynt fantasifull skådespelare, vars framställningar inom den borgerliga repertoaren och operetten bar den stora och förlösande humorns märke och ej sällan tangerade det geniala. Hans glada komik och förmåga som kuplettsångare gjorde honom mycket omtyckt. Han var även en uppskattad uttolkare av Elias Sehlstedts visor.

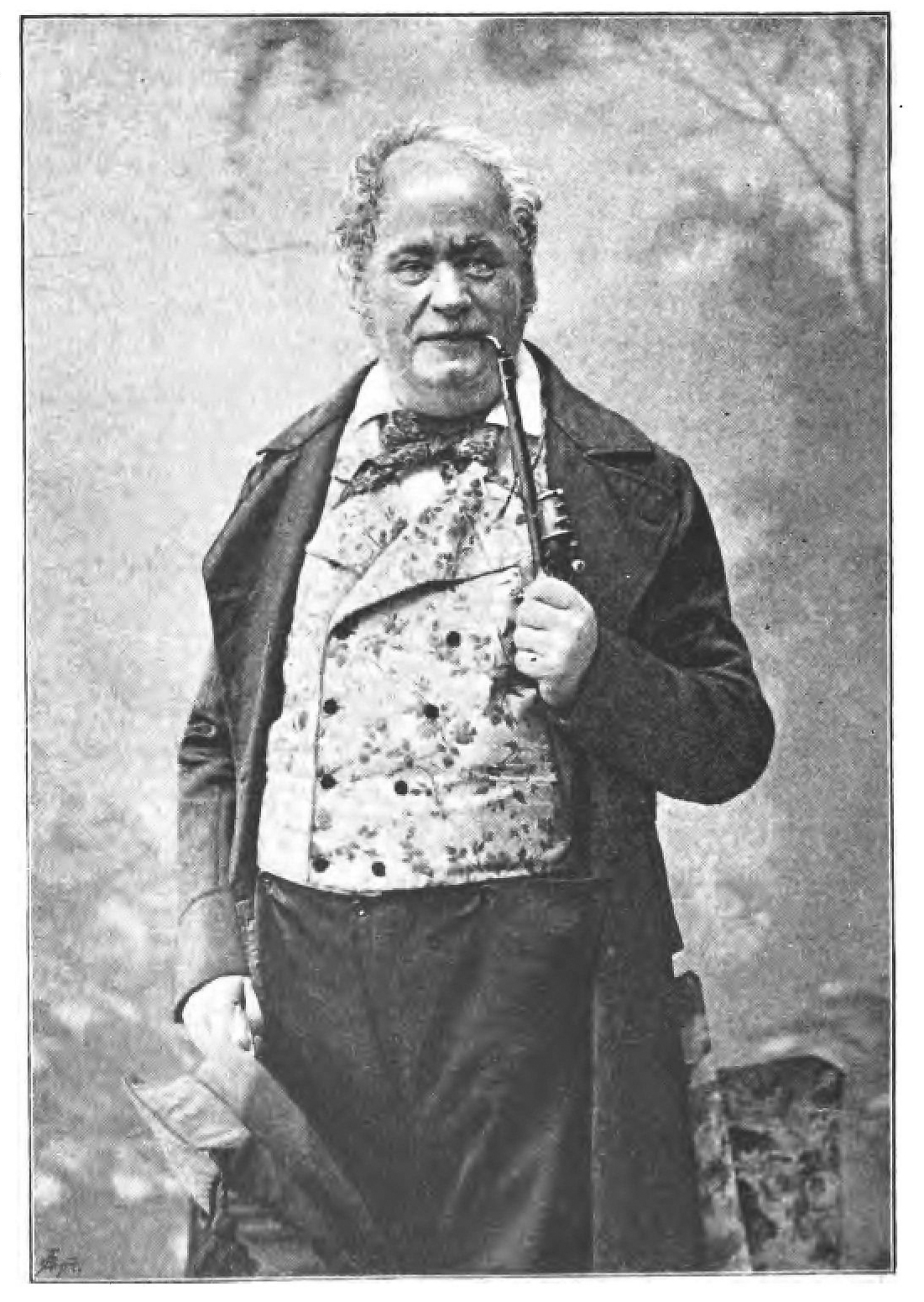
Foto i kalendern Thalia 1889

## Teater

### Roller (ej komplett)
| År   | Roll                    | Produktion                                                                 | Teater                     |
| ---- | ----------------------- | -------------------------------------------------------------------------- | -------------------------- |
| 1875 | Grosshandlare Tjælde    | Ett handelshus Bjørnstjerne Bjørnson                                       | Nya teatern                |
| 1875 | Mäster Jaques           | Den girige Molière                                                         | Nya teatern                |
| 1875 | Teaterdirektören        | Hovet i Biberack Paul Vermond, Éduard Lafargue och Paul Siraudin           | Nya teatern                |
| 1875 | Bellacueil              | Fästningen i Boston eller De tre arrestanterna Emmanuel Dupaty             | Nya teatern                |
| 1876 | Trotjänaren             | Den ondsinta hustrun Charles-Guillaume Étienne                             | Nya teatern                |
| 1876 | Cletus Humla från Kumla | Friaren från Värmland Johan Jolin                                          | Nya teatern                |
| 1876 | Lantpatronen            | Familjen Mohrin Johan Jolin                                                | Nya teatern                |
| 1876 | Blundström              | De löjliga mötena Nicolo Isouard                                           | Nya teatern                |
| 1876 | Larsson                 | Regina von Emmeritz Zacharias Topelius och August Söderman                 | Nya teatern                |
| 1876 | Översten                | Amors genistreck Henrik Hertz                                              | Nya teatern                |
| 1876 | General Verdier         | En orättvisa Virginie Ancelot                                              | Nya teatern                |
| 1876 | Adam Wählig             | Karl XII på hemfärden James Planché                                        | Nya teatern                |
| 1878 | Vynaigre                | Lille hertigen Henri Meilhac och Ludovic Halévy                            | Nya teatern                |
| 1879 | Dom Domingo de Barros   | Sjökadetten Richard Genée och Camillo Walzel                               | Mindre teatern             |
| 1879 | Jupiter                 | Orfeus i underjorden Jacques Offenbach, Hector Crémieux och Ludovic Halévy | Mindre teatern             |
| 1879 |                         | Lustresan till Paris Eugène Labiche och Alfred Delacour                    | Djurgårdsteatern           |
| 1879 | Cletus Humla från Kumla | Friaren från Värmland Johan Jolin                                          | Djurgårdsteatern           |
| 1879 | Greve Corniski          | Niniche Marius Boullard, Alfred Hennequin och Albert Millaud               | Djurgårdsteatern           |
| 1880 | Vynaigre                | Lille hertigen Henri Meilhac och Ludovic Halévy                            | Nya teatern                |
| 1889 | Lundström               | Andersson, Pettersson och Lundström Frans Hodell                           | Svenska teatern, Stockholm |
| 1889 | Sam Weller              | Mr. Pickwick Peter Raun Fristrup                                           | Svenska teatern, Stockholm |